# Hoplocerambyx nitidus
Hoplocerambyx nitidus är en skalbaggsart som beskrevs av Thomson 1865. Hoplocerambyx nitidus ingår i släktet Hoplocerambyx och familjen långhorningar. Inga underarter finns listade i Catalogue of Life.